# Raïon de Nemyriv
Le raïon de Nemyriv (ukrainien : Немирівський район) est une subdivision administrative de l'oblast de Vinnytsia, dans l'Ouest de l'Ukraine. Son centre administratif est la ville de Nemyriv.